# Onchan
Onchan (phát âm tiếng Anh /ˈɔːŋkən/) là một làng của giáo sứ Onchan tại Đảo Man. Nó nằm ở phần cực bắc của Vịnh Douglas. Dù về mặt hành chính là một làng, đây là điểm dân cư lớn thứ hai trên đảo, sau Douglas, và cả hai tạo ra một chùm đô thị.
Trong tiếng Man, tên của làng là Kione Droghad tức "cuối cầu".

## Thời cổ
Thập niên 1890, một chiếc rìu đá 5.000 thời đồ đá được tìm thấy ở Cassa Field cạnh vùng đất ngập nước Onchan. Khi bị người Viking thống trị, Onchan trở thành một phần của sheading (khu vực) Middle. Tên làng xuất phát từ St Connachan, Giáo mục của Sodor và Man vào năm 540 và nhà đặt theo tên ông, Kirk Coonachan. Một tên cũ trong tiếng Man: Kiondroghad, có thể dịch nghĩa đen là "đầu cầu". Cái tên Kiondroghad xuất hiện trong lần điều tra dân số năm 1841.